# 官河村 (阳西县)
官河村是中国广东省阳江市阳西县织贡镇的一个村。名称来由是因村前有一大河，河水清澈而透底，故取名官河。村子座落在阳西县城的东南部，离县城约12公里，水泥路通往县城。先祖康煕年间从梅州峰口村移居到此，林姓，现有人口100多人，大部分人迁出县城居住，主要种植水稻、花生、红椒、青椒、蕃薯等农作物。该村的邮政编码为529800，行政区划代码441721。